# Remember (빅뱅의 음반)
《REMEMBER》는 대한민국의 음악 그룹 빅뱅의 두 번째 정규 음반이다. 2008년 11월 5일에 YG 엔터테인먼트를 통해 발매되었다. 발매 직전, 20만장의 선주문을 기록했다. 타이틀 곡 "붉은 노을"은 이문세의 동명의 곡을 리메이크했다. 2008년에 《KBS 가요대축제》에서 빅뱅과 이문세가 함께 합동 무대를 선보이기도 했다. 수록곡 "Strong Baby"는 승리의 솔로 곡으로 2009년 1월 1일 뮤직 비디오가 공개되었다.

## 프로모션
이 음반의 두 곡 "붉은 노을"과 "Strong Baby"의 뮤직 비디오가 제작 되었다. 빅뱅이 "붉은 노을"로 그룹의 활동을 마무리 한 뒤, 승리가 솔로 곡 "Strong Baby"로 활동을 시작해 음악 프로그램 《SBS 인기가요》에서 3주 연속 1위를 차지했다.

## 수록곡
| #             | 제목                     | 작사             | 작곡                             | 편곡          | 재생 시간 |
| ------------- | ------------------------ | ---------------- | -------------------------------- | ------------- | --------- |
| 1.            | 모두 다 소리쳐 (Intro)   | G-DRAGON         | G-DRAGON, KUSH                   | KUSH          | 1:44      |
| 2.            | 오.아.오                 | G-DRAGON         | Antonio Nun Catania, John Larkin | TEDDY         | 3:46      |
| 3.            | 붉은 노을                | 이영훈, G-DRAGON | 이영훈                           | TEDDY         | 3:24      |
| 4.            | 반짝반짝                 | KUSH             | KUSH                             | KUSH          | 3:38      |
| 5.            | Strong Baby (승리 Solo)  | G-DRAGON         | G-DRAGON, 배진렬                 | 배진렬        | 3:43      |
| 6.            | Wonderful                | G-DRAGON         | G-DRAGON, 용감한 형제, TEDDY     | TEDDY         | 3:28      |
| 7.            | 멍청한 사랑              | G-DRAGON         | KUSH, 최규성                     | KUSH, 최규성  | 4:02      |
| 8.            | 하루하루 (Acoustic Ver.) | G-DRAGON         | G-DRAGON, Daishi Dance, KUSH     | KUSH          | 4:41      |
| 9.            | 거짓말 (Remix)           | G-DRAGON         | G-DRAGON                         | DJ Wreckx     | 3:28      |
| 10.           | 마지막 인사 (Remix)      | G-DRAGON         | G-DRAGON, 용감한 형제형제        | KUSH          | 4:02      |
| 11.           | Remember                 | 양현석           | TEDDY, Walt Anderson             | TEDDY         | 3:19      |
| 총 재생 시간: | 총 재생 시간:            | 총 재생 시간:    | 총 재생 시간:                    | 총 재생 시간: | 39:12     |

## 수상
| 연도 | 주최         | 부문        | 결과 |
| ---- | ------------ | ----------- | ---- |
| 2009 | 서울가요대상 | 올해의 음반 | 수상 |